# Моррис, Майкл, 3-й барон Килланин
Майкл Мо́ррис, 3-й барон Ки́лланин (англ. Michael Morris, 3rd Baron Killanin; 30 июля 1914, Лондон — 25 апреля 1999, Дублин) — британский, позднее ирландский писатель

 и спортивный функционер, шестой президент Международного олимпийского комитета (1972—1980).

## Биография
Родился в Лондоне, образование получал в Итонском колледже, затем в Сорбонне. В середине 1930-х начал карьеру журналиста, работал в Daily Mail. В 1938 году отправляется в качестве военного журналиста на японо-китайскую войну, в этом же году призывается в армию, дослуживается до ранга майора, принимает участие в разработке и планировании Нормандской операции. В 1944 году за боевые заслуги награждается орденом Британской империи. После окончания Второй мировой войны демобилизуется и возвращается в Ирландию.
В 1950 году становится главой Олимпийского комитета Ирландии, в 1952 году стал членом МОК. В 1968 году становится вице-президентом МОК, а 24 августа 1972 года на 73-й сессии МОК в Мюнхене избирается президентом Международного олимпийского комитета. Во время его нахождения на посту президента олимпийское движение испытывало трудный период, имея дело с финансовым провалом Олимпийских Игр 1976 года в Монреале и бойкотами Игр 1976 и 1980 годов. Из-за малого числа желающих олимпийские столицы зимних игр 1980 года — Лейк-Плэсид, и летних игр 1984 года — Лос-Анджелес, были утверждены как места проведения Олимпийских игр в безальтернативном порядке, как единственные кандидаты, что в свою очередь грубо противоречило принципам и правилам МОК.
Лорд Килланин ушёл в отставку в 1980 году, незадолго до Игр в Москве, его преемником на посту стал испанец Хуан Антонио Самаранч. При этом лорд Килланин присутствовал на церемонии открытия Олимпийских игр в Москве.
С 1945 года был женат на Шейле Данлоп (1918—2007), у них было три сына и дочь.
Ушёл из жизни в 1999 году в возрасте 84 лет, в своем доме в Дублине, похоронен на семейном кладбище в городе Голуэе.

## Награды
- Член ордена Британской империи (1945)[3],
- Великий офицер ордена «За заслуги перед Итальянской Республикой» (Италия, 11 апреля 1973)[4].

## Публикации текстов
- Sir Godfrey Kneller and His Times, 1646–1723 :  [англ.] : being a review of English portraiture of the period / by Lord Killanin. — London : Batsford, 1948. — x, 117 p. — LCCN 48-9603. — OCLC 1263366.
- The Olympic Games : 80 Years of People, Events and Records :  [англ.] / edited by Lord Killanin and John Rodda. — New York : Collier Books, 1976. — 272 p. — OCLC 1150924263.
- My Olympic Years :  [англ.] / Lord Killanin,…. — London : Secker & Warburg, 1983. — xvii, 238 p., [16] p. fig. — ISBN 0-436-23340-1. — LCCN 85-139140. — OCLC 1302145587.